# Storia ecclesiastica (Eusebio di Cesarea)
La Storia ecclesiastica (in greco antico: Ἐκκλησιαστικὴ ἱστορία?, Ekklēsiastikè historía; in latino Historia Ecclesiastica o Historia Ecclesiae) è un'opera di Eusebio di Cesarea.

## Metodo
Quest'opera ha richiesto da parte di Eusebio studi preparatori molto ampi e lo ha probabilmente impegnato per anni.
In quest'opera Eusebio, secondo quanto dichiara nell'introduzione, vuole presentare la storia della Chiesa dal tempo degli apostoli fino ai suoi giorni, in modo particolare per quanto riguarda le successioni episcopali nelle sedi più importanti, la storia dei teologi cristiani e delle eresie, nonché la storia degli ebrei e il rapporto con i gentili, per finire con i martiri.
Egli raggruppa il materiale secondo le epoche degli imperatori, presentandolo direttamente come lo ha rinvenuto nelle fonti (pertanto nella sua opera vi si trova materiale più antico di quello scritto da lui).

## Struttura
Nel libro I si ha una dettagliata introduzione su Gesù, seguita, nel II, dalla storia dei tempi apostolici fino alla distruzione di Gerusalemme da parte di Tito.
Il libro III tratta l'epoca successiva fino a Traiano, mentre i due successivi si occupano del II secolo e il VI dell'epoca da Severo a Decio. Il libro VI è dedicato interamente ad Origene. Con il libro VII si presentano i fatti fino alla persecuzione di Diocleziano, trattata ancora nel libro VIII, mentre nel IX si arriva alla vittoria di Costantino I su Massenzio in occidente e su Massimino Daia in oriente. L'ultimo libro, con il ristabilimento della chiese e la ribellione e conquista di Licinio, si conclude prima della morte di Crispo (luglio del 326), poiché il libro X è dedicato a Paolino di Tiro, morto prima del 325, verso la fine del 323 o nel 324.
L'opera presenta la Successione apostolica di Roma, Alessandria, Gerusalemme e Antiochia con tabelle sincroniche correlate con le dinastie imperiali. Inoltre, sono delineati una storia del canone biblico e delle eresie primitive e delle persecuzioni.

## Edizioni
- L'opera fu tradotta in latino da Rufino di Aquileia, che la ampliò fino al 395, anno della morte di Teodosio.[4]
- L'historia ecclesiastica tradotta dal latino nella lingua volgare, In Venetia, per Michele Tramezino, 1547.
- (GRC) Historiae ecclesiasticae libri I-X, in Opera, vol. 4, recognovit Guilielmus Dindorfius, Lipsiae, in aedibus B. G. Teubneri, 1890.
- Storia ecclesiastica, 2 voll., a cura del sac. Giuseppe Del Ton, Siena, Ezio Cantagalli, 1931-1932.
- Storia ecclesiastica, traduzione di Francesco Maspero e di Maristella Ceva, introduzione, note, bibliografia, appendici, indici di Maristella Ceva, Milano, Rusconi, 1979.